# Heiligenthal (Schwanfeld)
Heiligenthal (bis nach 1233 auch Bonebach genannt) ist ein Gemeindeteil der Gemeinde Schwanfeld im unterfränkischen Landkreis Schweinfurt in Bayern. Der Ort liegt in der Gemarkung Schwanfeld.

## Geografische Lage
Die Einöde liegt im Südwesten des Schwanfelder Gemeindegebiets. Im Nordosten befindet sich Schwanfeld, westlich führt in einiger Entfernung die Staatsstraße 2270 am Hof vorbei. Südlich beginnt der Landkreis Würzburg mit der Gemeinde Bergtheim, der Gemeindeteil Dipbach liegt Heiligenthal am nächsten. Weiter im Westen liegt der Weiler Neuheiligenthal, der wohl eine Ausgründung des Klosters Heiligenthal war.

## Geschichte
Erstmals erwähnt wurde „Bonnenbach“ im Jahr 1233. Der Ortsname verweist vielleicht auf eine heidnische Kultstätte, um die eine Verbotszone (Bannzone) bestand, eventuell ist er auch ein Hinweis auf die Bäume am Bach. Ursprünglich befand sich an der Stelle des Ortes ein Lehengut der Henneberger. Mit der Gründung des Zisterzienserinnenklosters Heiligenthal verschwand der Name Bonebach. Bereits im Jahr 1237 wurde der Ort „Heiligental“ genannt. 
Das Kloster prägte die Geschichte des Dorfes in den folgenden Jahrhunderten. Im Zuge der Gegenreformation wurde die Ordensniederlassung durch Fürstbischof Julius Echter von Mespelbrunn im Jahr 1579 aufgelöst. Heiligenthal wurde in ein landwirtschaftliches Gut umgewandelt, das für das Würzburger Juliusspital landwirtschaftliche Erzeugnisse produzierte. Heute ist Heiligenthal ein Gemeindeteil der Gemeinde Schwanfeld im Landkreis Schweinfurt.

## Baudenkmäler

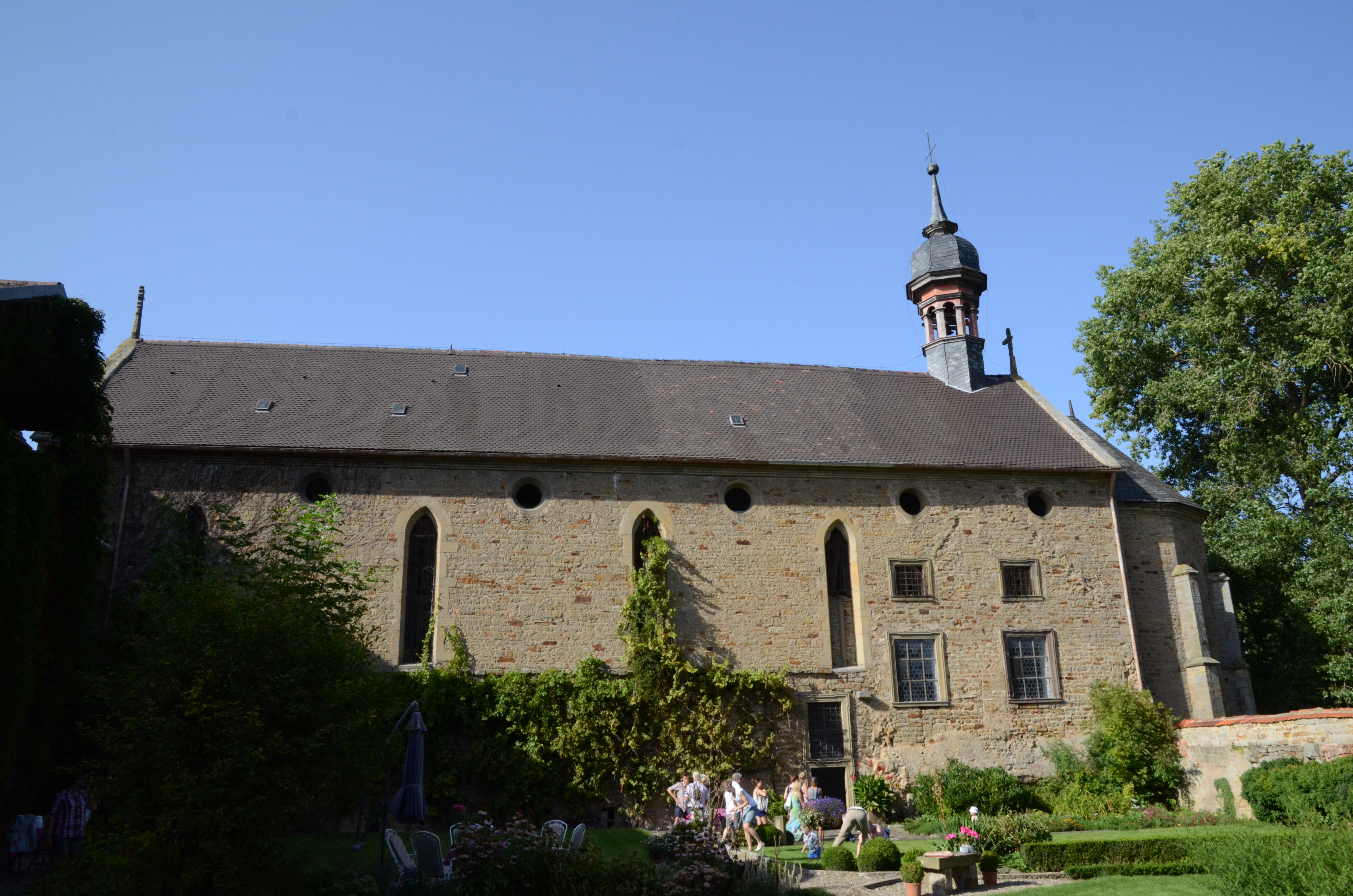
Die Kirche St. Markus in Heiligenthal

Den Mittelpunkt des kleinen Hofgutes bildet die ehemalige Klosterkirche der Zisterzienserinnen. Sie wurde zwischen 1250 und 1290 errichtet und präsentiert sich als zweigeschossiger Saalbau mit eingezogenem Chor. Im Barock setzte man dem Gotteshaus, das dem heiligen Markus geweiht ist, einen hohen Dachreiter auf. Seit der Auflösung des Klosters wurde die Kirche in einen Teil des Gutshofes umgewandelt, sodass die Westseite heute ein Speicherbau ist.
Vom ehemaligen Gutshof hat sich auch das eigentliche Herrenhaus erhalten. Es handelt sich um einen schlichten Massivbau mit Satteldach mit dem Wappen von Bischof Julius Echter über dem Eingang, weil der Bau während seiner Regierungszeit im Jahr 1610 entstand. Die Mauerreste der ehemaligen Klosteranlage aus dem 14. und 15. Jahrhundert haben sich ebenso erhalten wie ein Bildstock mit der Pietà aus dem 18. Jahrhundert.